# Catedral de Sioni (Tiflis)
La catedral de la Dormición de Sioni (en georgiano: სიონის ღვთისმშობლის მიძინების ტაძარი ) es una catedral ortodoxa georgiana en Tiflis, capital de Georgia. Siguiendo la tradición georgiana medieval de nombrar iglesias por lugares particulares de Tierra Santa, la Catedral de Sioni lleva el nombre del Monte Sion en Jerusalén. Es comúnmente conocida como "Sioni Tiflis" para distinguirla de varias otras iglesias en Georgia que llevan el nombre Sioni.
La catedral está situada en la histórica Sionis Kucha (calle Sioni) en el centro de Tiflis, con su fachada oriental frente al dique derecho del río Kura. Fue construida inicialmente en los siglos VI y VII. Desde entonces, ha sido destruida por invasores extranjeros y reconstruida varias veces. La iglesia actual se basa en una versión del siglo XIII con algunos cambios de los siglos XVII al XIX. Fue la principal catedral ortodoxa de Georgia y sede del Catolicós Patriarca de toda Georgia hasta que la Catedral de la Santísima Trinidad fue consagrada en 2004.

## Historia

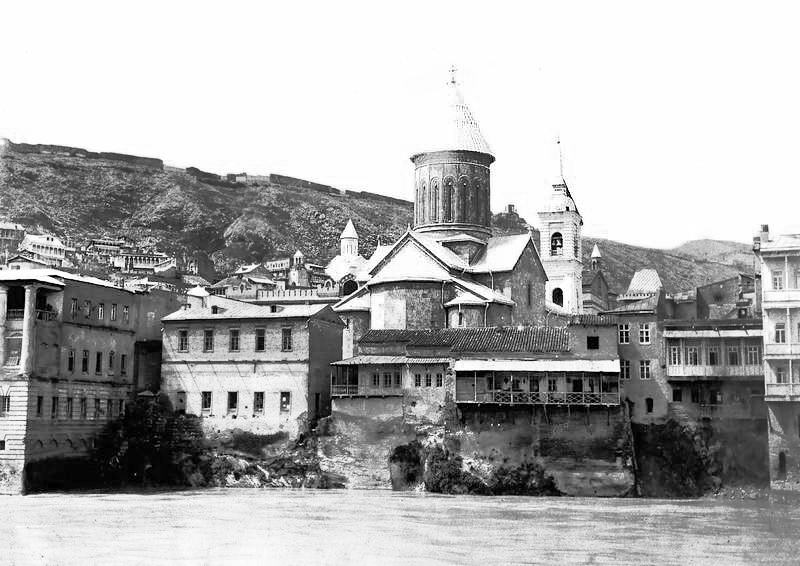
La catedral de Sioni, vista desde el lado derecho del río Kurá, en la década de 1870.

Según los anales medievales georgianos, la construcción de la iglesia original en este sitio fue iniciada por el rey Vakhtang Gorgasali en el siglo V. Cien años después, Guaram, príncipe de Iberia (Kartli ), en c. 575 comenzó a construir una nueva estructura, que fue completada por su sucesor Adarnase en aproximadamente 639. Según la leyenda, ambos príncipes fueron enterrados en esta iglesia, pero no se ha encontrado rastro de sus tumbas. Esta iglesia primitiva fue completamente destruida por los árabes, y posteriormente fue construida.
La catedral fue completamente reconstruida por el rey David el Constructor en 1112. Los elementos básicos de la estructura existente datan de este período. Fue seriamente dañada en 1226, cuando su cúpula se arruinó por orden de Jalal ad-Din Mingburnu. Posteriormente fue reparada, pero sufrió daños por orden de Tamerlán en 1386 y fue reparada por el rey Alejandro I. Durante la invasión persa en el siglo XVII se vio afectada nuevamente.
La catedral de Sioni fue el lugar donde se publicó por primera vez el manifiesto imperial ruso sobre la anexión de Georgia. El 12 de abril de 1802, el comandante en jefe ruso de Georgia, general Karl von Knorring, reunió a los nobles georgianos en la catedral, que luego fue rodeada por las tropas rusas. Los nobles fueron obligados a prestar juramento a la corona imperial rusa; todos los que no estuvieron de acuerdo fueron tomados en custodia.
La catedral de Sioni se mantuvo funcional durante la época soviética y fue parcialmente renovada entre 1980 y 1983.

## Arquitectura

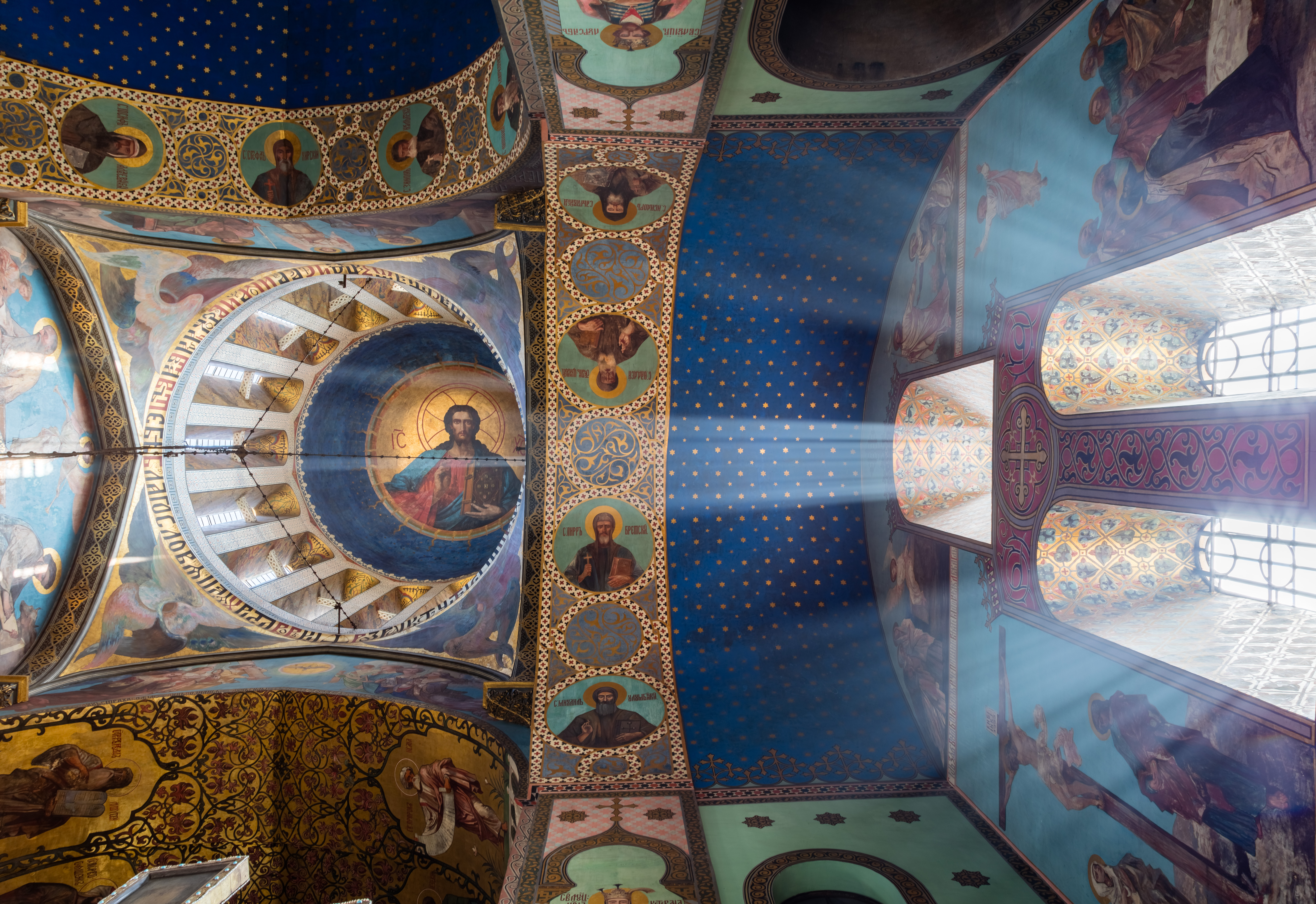
Vista del techo

La catedral de Sioni es un ejemplo típico de la arquitectura medieval de iglesia georgiana en diseño de cruz con inscripciones, con la proyección de ábsides poligonales en la fachada este. La toba amarilla de la cual se construyó la catedral proviene de Bolnisi, una ciudad al suroeste de Tiflis. Las fachadas son simples, con pocas decoraciones, aunque hay esculturas en bajorrelieve de una cruz y un león encadenado en el lado occidental y un ángel y santos en el lado norte. Las dieciséis ventanas tienen marcos ornamentales tallados.
Al norte de la catedral, dentro del patio, hay un campanario de tres pisos independiente que data de la reconstrucción de 1425 realizada por el rey Alejandro I. Destruido en gran parte por los persas en 1795, fue restaurado a su condición actual en 1939. Al otro lado de la calle hay otro campanario de tres pisos; uno de los primeros ejemplos de la arquitectura neoclásica rusa en la región. Completado en 1812, el campanario fue encargado bajo  Pável Tsitsiánov usando dinero otorgado en reconocimiento a su conquista de Ganja para el Imperio ruso.